# جون إف. والتر
جون إف. والتر (بالإنجليزية: John F. Walter)‏ هو قاضي ومحامي أمريكي، ولد في 1944 في بوفالو في الولايات المتحدة.